# Axinidris hypoclinoides
Axinidris hypoclinoides es una especie de hormiga del género Axinidris, familia Formicidae. Fue descrita científicamente por Santschi en 1919.
Se distribuye por Congo, República Democrática del Congo, Gabón, Kenia, Liberia y Uganda. Se ha encontrado a elevaciones de hasta 1510 metros. Vive en bosques húmedos.